# RP FLIP
RP FLIP (или Floating Instrument Platform) — несамоходное научно-исследовательское океанографическое судно, принадлежащее управлению военно-морских исследований США, оператором данного судна является Морская физическая лаборатория Института океанографии Скриппса.
Отличительной особенностью судна является способ его эксплуатации на месте проведения исследований: корпус судна длиной 108 метров частично затапливается, поворачиваясь при этом на 90° таким образом, что над поверхностью воды остаются только 17 метров носовой оконечности, при этом палубами становятся переборки. Судно не имеет собственной энергетической установки, дабы оградить измерительное оборудование и приборы от возможных помех со стороны двигателя, валопровода и гребных винтов (вибрация, шумы). Транспортировка судна осуществляется буксиром. Поскольку вахты на FLIP длятся несколько недель, для удобного проживания экипажа обстановка судна спланирована так, что пользоваться ею можно при обоих положениях судна.
На судне производились исследования распространения сейсмических волн в океане, взаимодействия разных слоёв воды, теплообмена между толщей воды и поверхностью. Одно из последних исследований включало в себя составление трёхмерного отображения океанического шума.
RP FLIP был изготовлен в 1962 году, когда в ходе программы SUBROC выяснилось, что данных о микропараметрах водной среды, которые исследователи могли получить на обычных подлодках, уже явно недостаточно, в 1995 году прошёл модернизацию. Отправлен на утилизацию в августе 2023 г.

## Фотогалерея
- Поворачивание RP FLIP
- RP FLIP на буксире в 2012 году
- Горизонтальное положение судна
- RP FLIP в горизонтальном положении, видны поручни для вертикального положения
- Вертикальное положение судна в 2012 году